# Boeing AH-64 Apache
AH-64 Apache là một loại máy bay trực thăng tấn công của Lục quân Hoa Kỳ, là thế hệ kế tiếp của máy bay trực thăng Bell AH-1 Cobra. Cái tên Apache được đặt theo tên một bộ tộc thổ dân da đỏ ở Bắc Mỹ. Mỗi chiếc AH-64 Apache với hệ thống vũ khí tiêu chuẩn có giá từ dao động 20 đến 65 triệu dollar tùy theo phiên bản (Thời giá 2013).

## Thương mại
Tính tới năm 2013, AH-64 đã được sản xuất khoảng hơn 2.000 chiếc. Trong đó, khoảng 1.100 chiếc là do quân đội Mỹ đặt mua, vài trăm chiếc khác đã được xuất khẩu cho Ai Cập, Israel, Ấn Độ, Indonesia, Nhật Bản, Hàn Quốc, Hà Lan, Kuwait, Ả Rập Xê Út, Qatar, Singapore, Đài Loan, Các Tiểu vương quốc Ả Rập Thống nhất và Vương quốc Liên hiệp Anh và Bắc Ireland.
Ngày 12/6/2012, Qatar đã ký hợp đồng trị giá 3 tỷ USD để mua 24 chiếc AH-64D Apache Block III. Trung bình mỗi chiếc tốn 125 triệu USD (đã kèm theo chi phí cho vũ khí, huấn luyện và hỗ trợ kỹ thuật)
Ngày 26/8/2013, Indonesia đã ký hợp đồng trị giá 500 triệu USD để mua 8 chiếc AH-64E Apache. Trung bình mỗi chiếc tốn 63 triệu USD (có thể chưa kèm theo chi phí cho vũ khí, huấn luyện và hỗ trợ kỹ thuật)

## Lịch sử hoạt động

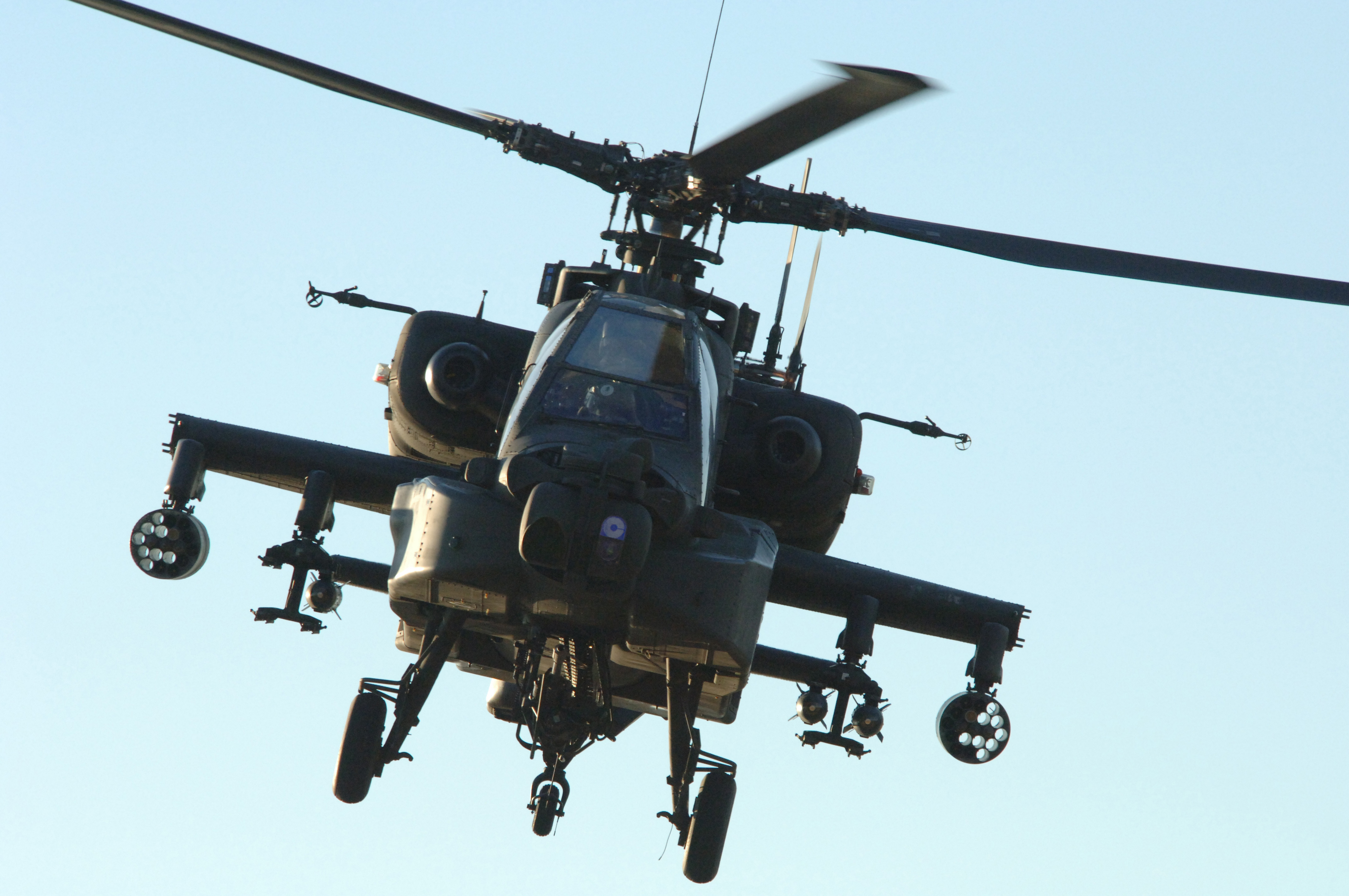
Một chiếc AH-64 thực hiện nhiệm vụ hỗ trợ trên không tại Tikrit, Iraq ngày 24 tháng 2 năm 2006.

### Hoa Kỳ
Apache được sử dụng trong chiến đấu lần đầu tiên là vào năm 1989 trong chiến tranh Panama. AH-64A Apache và AH-64D Apache đã đóng vai trò quan trọng trong một số cuộc chiến tranh ở Trung Đông, gồm Chiến tranh Vùng Vịnh, Chiến dịch Tự do bền vững ở Afghanistan, và cuộc chiến tranh Iraq năm 2003. Các máy bay trực thăng Apache đã chứng tỏ là các thợ săn xe tăng tuyệt vời và cũng phá hủy hàng trăm các loại xe bọc thép (chủ yếu của quân đội Irắc). Trong thời gian 100 giờ tổng cộng 277 AH-64s đã tham gia tấn công phá hủy 278 xe tăng, nhiều xe bọc thép và xe cơ giới mà chỉ mất 1 trực thăng nhưng phi công vẫn sống sót.
Trong cuộc chiến tranh Iraq lần 2, AH-64 tiếp tục tham chiến. Lần này nó gặp phải một thất bại lớn ở Trận Karbala (2003). Phi đội 31 chiếc AH-64D của Trung đoàn 11 đã bị Lữ đoàn thiết giáp số 2 - Sư đoàn Medina của Iraq chặn đánh. Binh sĩ Iraq khai hỏa các loại súng mà họ có, từ súng bộ binh như PKM, NSV cho tới pháo phòng không 23mm và 57mm (thậm chí có 1 phi công Mỹ đã bị thương do AKM bắn trúng vào cổ nhưng không nặng và có thể quay lại đơn vị chỉ sau vài tuần). Kết quả là 1 chiếc AH-64D bị bắn rơi, 1 chiếc đã rơi ngay khi xuất phát do phi công mất phương hướng, 29 chiếc khác đều bị hư hại nghiêm trọng (2 chiếc trong số đó bị hư hại nặng tới mức không thể sửa chữa lại), 16 bộ cánh quạt, 6 cánh đuôi, 6 động cơ và năm trục ổ đĩa bị hư hỏng không thể sửa chữa. Trong 31 chiếc AH-64D ban đầu, chỉ còn một chiếc duy nhất còn có thể cho phép bay tiếp. 2 phi công Mỹ bị bắt sống Phải mất một tháng sửa chữa cho đến khi Trung đoàn 11 sẵn sàng trở lại chiến đấu.
Trong các chiến dịch quân sự vào tháng 3 và tháng 4/2003, tổng cộng đã có 7 chiếc AH-64 bị phá hủy
Sau năm 2003, tiếp tục có thêm nhiều AH-64 bị bắn rơi hoặc bị tai nạn. Đã có những báo cáo tại Iraq có chiếc AH-64 bị bắn rơi do những vũ khí kiểu cũ như súng máy 12,7mm hoặc tên lửa vác vai SA-7 Grail Ví dụ như ngày 16/1/2006, SA-7 đã bắn hạ 1 chiếc AH-64, giết chết cả hai phi công. Chiếc AH-64 bị hạ mang số hiệu 03-05395 là phiên bản AH-64D hiện đại (ra đời năm 1998), trong khi SA-7 là loại tên lửa vác vai kiểu cũ (ra đời từ năm 1968).

### Đài Loan

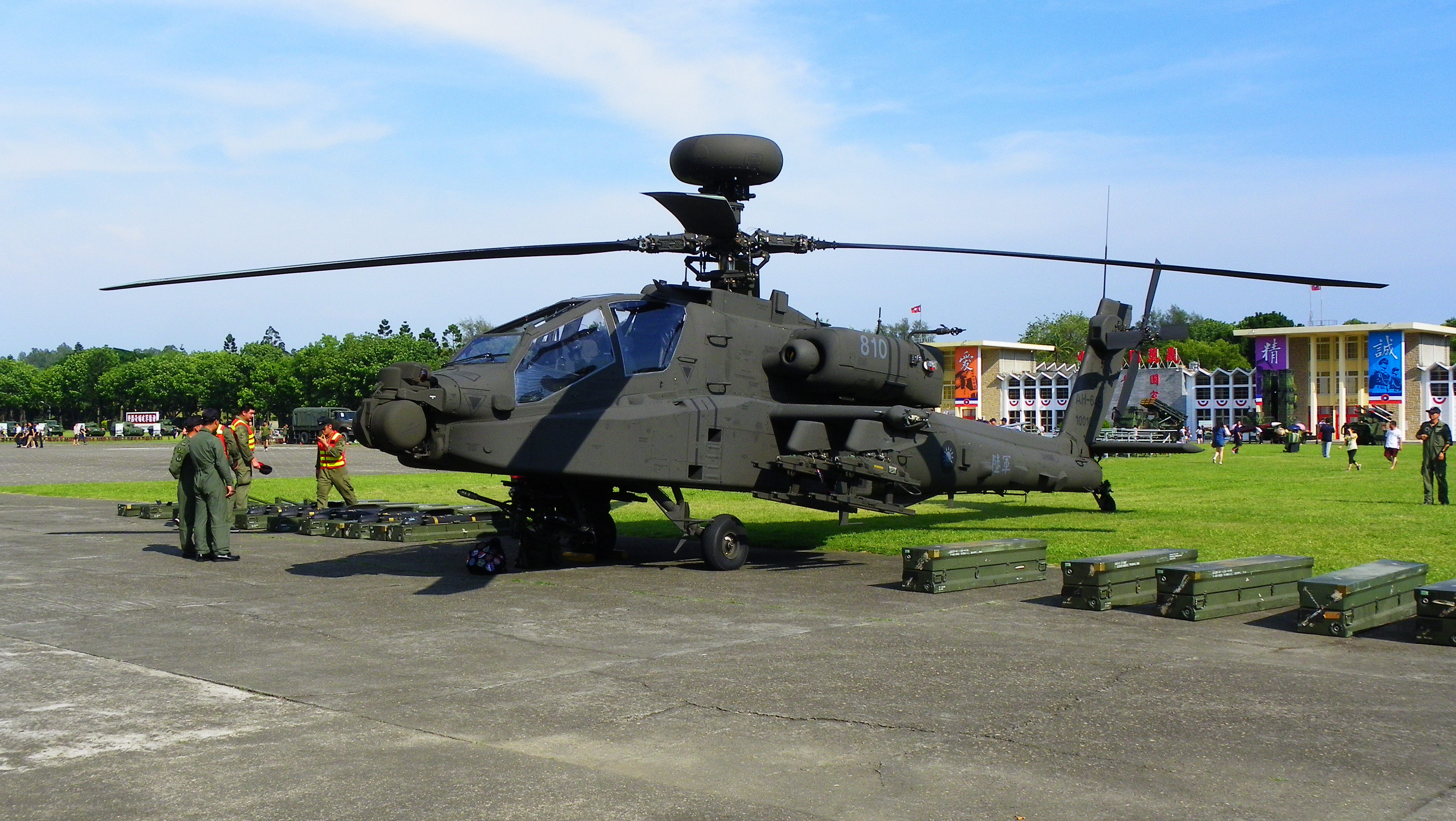
Quân đội Loan của AH-64E

Tạp chí quốc phòng Kanwa Defense Review (Canada) bình luận cho rằng phi đội 19 trực thăng Apache là có đủ khả năng để tiêu diệt một sư đoàn xe tăng của Liên Xô, và 30 chiếc trực thăng chiến đấu Apache AH-64E mà Đài Loan mua của Mỹ đủ khả năng đánh bại 2 sư đoàn bộ binh Trung Quốc nếu phía Trung Quốc tiến hành một cuộc đổ bộ lên vùng lãnh thổ Đài Loan. Phía Trung Quốc chỉ có trực thăng WZ-10 và WZ-19 yếu hơn Ah-64, nhưng trực thăng Trung Quốc có lợi thế là đều sản xuất nội địa nên có thể được bổ sung nhanh chóng

### Israel
Trong cuộc chiến ngắn ngày năm 2006 chống lại quân Hezbollah ở Li-băng, Israel bị rơi mất 3 chiếc AH-64D, 1 chiếc do trục trặc và 2 chiếc do lỗi của phi công.

## Các vụ trục trặc và tai nạn
Apache đã gặp một loạt các sự cố khác nhau khi hoạt động kể từ khi được phát triển. Đa số các vấn đề trong tác chiến liên quan đến điều kiện môi trường như cát và khói. 56/95 phi công than phiền về việc các khẩu pháo trên máy bay bị kẹt đạn không thể hoạt động. Theo các phi công và nhân viên bảo trì thì hệ thống băng truyền đạn của máy bay gặp trục trặc khiến việc nạp đạn bị ảnh hưởng, nhất là khi cát vào khiến băng truyền bị kẹt. 81/167 phi công đã phản ánh là họ đã gặp một số vấn đề với độ tin cậy và độ chính xác. 56/98 phi công phàn nàn về hệ thống ngắm và hệ thống nhìn ban đêm dẫn đến khó khăn trong việc bay và xác định mục tiêu khi khói, bụi và cát làm cho hệ thống này bị nhiễu. Vấn đề này cũng gặp ở hệ thống tên lửa Hellfire khiến cho độ chính xác của loại vũ khí này bị giảm xuống khi hệ thống chỉ điểm laser bị che mờ khiến tên lửa không thể tìm mục tiêu. Thậm chí ngay cả hệ thống nhìn hồng ngoại cũng bị ảnh hưởng mạnh khi hình ảnh hiển thị không rõ ràng. Điều kiện thời tiết sa mạc đôi khi còn làm các hệ thống vũ khí trục trặc không thể hoạt động được.
Năm 2013, Đài Loan cho ngừng bay toàn bộ phi đội trực thăng chiến đấu Apache mới mua của Mỹ để kiểm tra sau khi nhận cảnh báo từ Washington về trục trặc của mẫu máy bay này. Sự việc xảy ra chỉ 5 ngày sau khi Đài Loan ra mắt phi đội trực thăng 6 chiếc nói trên trong một buổi lễ long trọng do nhà lãnh đạo Đài Loan Mã Anh Cửu chủ trì. Vụ việc đã được xác định là do lỗi của phi công khi hạ thấp độ cao, không phải lỗi kỹ thuật của máy bay. Tai nạn khiến hai phi công bị thương nhẹ, nhưng những mảnh vỡ bắn ra đã không gây thương tích cho người dân nào.
Tính đến tháng 7/2018, đã có 162 chiếc AH-64 bị rơi do tai nạn trong vận hành (không tính những chiếc bị bắn rơi trong chiến đấu). So với khoảng 2.000 chiếc AH-64 được chế tạo thì tỷ lệ thiệt hại do tai nạn là 8,2%.